# Triaxomera marsica
Triaxomera marsica is een vlinder uit de familie echte motten (Tineidae). De wetenschappelijke naam is voor het eerst geldig gepubliceerd in 1984 door Petersen.
De soort komt voor in Europa.